# Ласло Дарваші
Ласло Дарваші (угор. Darvasi László; нар. 17 жовтня 1962, Тьорьоксентміклош, Угорщина) — угорський письменник, поет і журналіст. Один з провідних сучасних угорських письменників.

## Біографія
У 1986 закінчив Академію педагогічних наук в Сегеді. До 1989 працював учителем початкової школи. У 1990 році став одним із засновників літературного журналу «Помпеї», де працював до 1998. З 1993 займається театральною діяльністю. Зараз живе в Будапешті.

## Творчість
Найзначніший роман автора «A könny-mutatványosok legendája» (1999), перекладений на кілька мов. Роман, написаний в стилі магічного реалізму, розповідає про час турецького панування над Угорщиною. Інша його найвідоміша робота «Szerelmem, Dumumba elvtársnő» (1998) також перекладена на кілька мов.

## Нагороди та премії
- Премія Мілана Фюшта (2005);
- Премія Шандора Мараї (2008).